# The Nome Nugget
The Nome Nugget è un settimanale pubblicato ogni giovedì a Nome, in Alaska, Stati Uniti, e serve l’intera regione nord-occidentale dello stato. Inoltre, viene stampato anche ad Anchorage per la distribuzione in edicola e negli aeroporti. Nel 2012, 2021 e 2022 è stato premiato come miglior settimanale di tutto l'Alaska dall'Alaska Press Club, e i giornalisti del Nugget hanno vinto decine di premi e riconoscimenti per il loro lavoro negli ultimi anni. È un giornale indipendente, attualmente di proprietà della Nugget Publishing Corp., società posseduta da Diana Haecker e Nils Hahn. Il Nome Nugget è il giornale più antico dell’Alaska.

## Origini del Nome Nugget
Anche se il Nome Nugget è generalmente accettato come il giornale più antico dell’Alaska, la sua reale data di fondazione è oggetto di dibattito. Il giornale sostiene ufficialmente di essere stato fondato nel 1897, ma la Library of Congress ne riporta la fondazione nel 1900, mentre altre organizzazioni alaskane indicano il 1938.
Secondo la Biblioteca Statale dell'Alaska, il primo giornale a Nome fu il Nome News, fondato nel 1899. Nel 1900 cambiò nome in Nome Daily News, per poi tornare a Nome News nel 1904. Nel 1903, la casa editrice di allora, la Nome News Pub. Co., pubblicò un'edizione supplementare intitolata Hell Whooper, che uscì solo una volta, il 17 aprile. Nel 1906 il nome cambiò in Nome Daily Nugget, con un proprietario diverso ma nome simile, la Nome Pub. Co.. Nel 1918 il giornale divenne il Nome Tri-Weekly Nugget, nel 1919 semplicemente Nome Nugget e nel 1934 tornò a chiamarsi Nome Daily Nugget. Infine, nel 1938, assunse definitivamente il nome attuale di Nome Nugget.
Nel 1982 l'ex direttrice Nancy McGuire acquistò il Nome Nugget dalla Nome Pub. Co. e fondò la sua società, la Nugget Publishing Corporation. Dopo la sua morte nel 2016, la società fu gestita dal suo patrimonio durante le trattative di vendita. Nel 2018 fu venduta a Diana Haecker e Nils Hahn.

## Distribuzione
Il Nome Nugget stampa circa 2.600 copie per ogni edizione, raggiungendo un totale di 10.400 lettori solo tramite le copie cartacee. Inoltre, viene spedito in abbonamento in tutti e 50 gli stati degli Stati Uniti. È la principale fonte di notizie per la città di Nome e per le 15 comunità circostanti della regione nord-occidentale dell’Alaska. Secondo il giornale: “Nome è il centro logistico ed economico per le 15 comunità dello Stretto di Bering e del Norton Sound, che non sono collegate alla rete stradale.” È l’unico mezzo d’informazione con accesso a quasi ogni villaggio della regione, tra cui: Little Diomede, Shishmaref, Wales, Brevig Mission, Teller, Solomon, Council, White Mountain, Golovin, Elim, Koyuk, Shaktoolik, Unalakleet, St. Michaels e Stebbins.

## Causa legale con la Universal Pictures
Il quarto tipo (The Fourth Kind), un film di fantascienza/horror del 2009 con protagonista Milla Jovovich, era ambientato a Nome. Per promuovere il film, la Universal Pictures creò un sito web con false notizie presentate come tratte da veri giornali dell’Alaska, incluso il Nome Nugget e il Fairbanks Daily News-Miner. I giornali citarono in giudizio la Universal, raggiungendo infine un accordo che prevedeva la rimozione delle notizie false e il pagamento di 20.000 dollari all’Alaska Press Club e un contributo di 2.500 dollari a un fondo per borse di studio della Calista Corporation.